# Meritamón (hija de Thutmose III)
Meritamón fue hija del faraón Thutmose III y de la segunda de sus grandes esposas reales, Hatshepsut Meritra, la cual podría haber sido hija de la reina-faraón Hatshepsut.
Al parecer la joven Meritamón (su nombre significa "Amada de Amón") estaba destinada a ser la Gran Esposa Real de su hermano, el futuro Amenhotep II, pero murió antes de que este alcanzase el trono. Heredó el título de Esposa del dios Amón, de su madre. También tenía los títulos de Hija del rey, y Hermana del rey. Con su muerte se volvió a interrumpir la transferencia del título de Esposa del dios.